# Свистун жовтоспинний
Свистун жовтоспинний (Pachycephala aurea) — вид горобцеподібних птахів родини свистунових (Pachycephalidae). Ендемік Нової Гвінеї.

## Опис
Довжина птаха становить 15-17 см. Виду не притаманний статевий диморфізм. Голова і шия чорні, спина, нижня частина тіла і покривні пера крил жовті, крила і хвіст чорні. На горлі велика біла пляма. У молодих птахів спина і нижня частина тіла оливково-зелені.

## Поширення і екологія
Жовтоспинні свистуни мешкають ізольованими популяціями у високогірних районах Нової Гвінеї. Вони живуть в чагарникових заростях поблизу річок, струмків, озер та інших водойм.